# Хаджидимовски пролом
Хаджидимовският пролом е каньоновиден пролом на река Места в Южна България и Северна Гърция, между Бесленския рид (северната част на планината Боздаг) на югозапад и крайните югозападни разклонения на рида Дъбраш (най-западната част от Западните Родопи) на североизток в Община Хаджидимово в България и дем Неврокоп в Гърция.
Проломът е с дължина 34 km, от които в България – 17 km, в Гърция – 13 km, а по останалите 4 km преминава държавната граница между двете страни. Средната му надморската височина е около 406 m. Той е тесен, със стръмни склонове, всечени в протерозойски метаморфни скали, предимно гнайси. Склоновете му са обрасли с дъбови гори (благун, космат дъб и др.). При протичането на Места през пролома в нея отдясно се влива река Мътница.
Започва в най-югоизточната част на Гоцеделчевската котловина, южно от село Блатска, на 466 m н.в. и се насочва на югоизток. След 17 km достига до държавната ни граница с Република Гърция, където е прибилизителната му среда и тук надморската му височина е около 406 m. От там в продължение на 4 km по талвега на реката върви държавната граница между двете държави, след което изцяло навлиза на гръцка територия. След 13 km, вече предимно в южна посока завършва западно от село Борово (Потами) при устието на река Доспат, вливаща се отляво в Места, на 363 m н.в. Най-долната част на пролома (около 2 km) попадат в опашката на язовира Черешовско езеро и при високи води се заливат.
Високо горе, по десния (югозападен) долинен склон на пролома на българска територия са разположени селата Теплен и Беслен, а на гръцка територия няма населени места.

## Топографска карта
- Лист от карта K-34-96. Мащаб: 1 : 100 000.
- Лист от карта K-35-85. Мащаб: 1 : 100 000.